# جلائی کلگ
جلائی کلگ، روستایی از توابع بخش مرکزی شهرستان نیک‌شهر در استان سیستان و بلوچستان ایران است.

## جمعیت
این روستا در دهستان مخت قرار دارد و براساس سرشماری مرکز آمار ایران در سال ۱۳۸۵، جمعیت آن ۶۹۷ نفر (۱۱۱خانوار) بوده‌است.